# Lijst van Britse ministers voor Ontwikkelingssamenwerking
De minister voor Ontwikkelingssamenwerking  (Engels: Secretary of State for International Development) was een Britse minister zonder portefeuille die deel uitmaakt van het kabinet en zich bezig hield alle zaken rondom Ontwikkelingssamenwerking. Op 2 september 2020 werd functie opgeheven door premier Boris Johnson.

## Ministers voor Ontwikkelingssamenwerking van het Verenigd Koninkrijk (1964-2020)
| Minister voor Ontwikkelingssamenwerking Secretary of State for International Development | Minister voor Ontwikkelingssamenwerking Secretary of State for International Development | Minister voor Ontwikkelingssamenwerking Secretary of State for International Development | Ambtstermijn      | Ambtstermijn            | Partij             | Premier                       | Kabinet                                         | Overige functie(s) |
| ---------------------------------------------------------------------------------------- | ---------------------------------------------------------------------------------------- | ---------------------------------------------------------------------------------------- | ----------------- | ----------------------- | ------------------ | ----------------------------- | ----------------------------------------------- | ------------------ |
|                                                                                          | Barbara Castle                                                                           | Barbara Castle (1910–2002)                                                               | 16 oktober 1964   | 23 december 1965        | Labour Party       | Harold Wilson (1964–1970)     | Wilson I                                        |                    |
|                                                                                          | Tony Greenwood                                                                           | Tony Greenwood (1911–1982)                                                               | 23 december 1965  | 11 augustus 1966        | Labour Party       | Harold Wilson (1964–1970)     | Wilson I                                        |                    |
| Wilson II                                                                                | Tony Greenwood                                                                           | Tony Greenwood (1911–1982)                                                               | 23 december 1965  | 11 augustus 1966        | Labour Party       | Harold Wilson (1964–1970)     |                                                 |                    |
|                                                                                          | Arthur Bottomley                                                                         | Arthur Bottomley (1907–1995)                                                             | 11 augustus 1966  | 29 augustus 1967        | Labour Party       | Harold Wilson (1964–1970)     |                                                 |                    |
|                                                                                          |                                                                                          | Reg Prentice (1923–2001)                                                                 | 29 augustus 1967  | 6 oktober 1969          | Labour Party       | Harold Wilson (1964–1970)     |                                                 |                    |
|                                                                                          |                                                                                          | Judith Hart (1924–1991)                                                                  | 6 oktober 1969    | 19 juni 1970            | Labour Party       | Harold Wilson (1964–1970)     |                                                 |                    |
|                                                                                          |                                                                                          | Richard Wood (1920–2002)                                                                 | 19 juni 1970      | 4 maart 1974            | Conservative Party | Edward Heath (1970–1974)      | Heath                                           |                    |
|                                                                                          |                                                                                          | Judith Hart (1924–1991)                                                                  | 4 maart 1974      | 10 juni 1975            | Labour Party       | Harold Wilson (1974–1976)     | Wilson III                                      |                    |
|                                                                                          |                                                                                          | Reg Prentice (1923–2001)                                                                 | 10 juni 1975      | 21 december 1976        | Labour Party       | Harold Wilson (1974–1976)     | Wilson III                                      |                    |
| James Callaghan (1976–1979)                                                              | Callaghan                                                                                | Reg Prentice (1923–2001)                                                                 | 10 juni 1975      | 21 december 1976        | Labour Party       |                               |                                                 |                    |
| James Callaghan (1976–1979)                                                              | Callaghan                                                                                |                                                                                          | Frank Judd        | Frank Judd (1935–2021)  | 21 december 1976   | 21 februari 1977              | Labour Party                                    |                    |
| James Callaghan (1976–1979)                                                              | Callaghan                                                                                |                                                                                          |                   | Judith Hart (1924–1991) | 21 februari 1977   | 4 mei 1979                    | Labour Party                                    |                    |
|                                                                                          |                                                                                          | Neil Marten (1916–1985)                                                                  | 4 mei 1979        | 6 januari 1983          | Conservative Party | Margaret Thatcher (1979–1990) | Thatcher I                                      |                    |
|                                                                                          |                                                                                          | Tim Raison (1929–2011)                                                                   | 6 januari 1983    | 10 september 1986       | Conservative Party | Margaret Thatcher (1979–1990) | Thatcher I                                      |                    |
| Thatcher II                                                                              |                                                                                          | Tim Raison (1929–2011)                                                                   | 6 januari 1983    | 10 september 1986       | Conservative Party | Margaret Thatcher (1979–1990) |                                                 |                    |
|                                                                                          | Chris Patten                                                                             | Chris Patten (1944)                                                                      | 10 september 1986 | 24 juli 1989            | Conservative Party | Margaret Thatcher (1979–1990) |                                                 |                    |
| Thatcher III                                                                             | Chris Patten                                                                             | Chris Patten (1944)                                                                      | 10 september 1986 | 24 juli 1989            | Conservative Party | Margaret Thatcher (1979–1990) |                                                 |                    |
|                                                                                          | Lynda Chalker                                                                            | Lynda Chalker (1942)                                                                     | 24 juli 1989      | 2 mei 1997              | Conservative Party | Margaret Thatcher (1979–1990) |                                                 |                    |
| John Major (1990–1997)                                                                   | Lynda Chalker                                                                            | Lynda Chalker (1942)                                                                     | 24 juli 1989      | 2 mei 1997              | Conservative Party | Major I                       |                                                 |                    |
| John Major (1990–1997)                                                                   | Lynda Chalker                                                                            | Lynda Chalker (1942)                                                                     | 24 juli 1989      | 2 mei 1997              | Conservative Party | Major II                      |                                                 |                    |
|                                                                                          | Clare Short                                                                              | Clare Short (1946)                                                                       | 2 mei 1997        | 12 mei 2003             | Labour Party       | Tony Blair                    | Blair I                                         |                    |
| Blair II                                                                                 | Clare Short                                                                              | Clare Short (1946)                                                                       | 2 mei 1997        | 12 mei 2003             | Labour Party       | Tony Blair                    |                                                 |                    |
|                                                                                          | Valerie Amos                                                                             | Baroness Amos Valerie Amos (1954)                                                        | 12 mei 2003       | 6 oktober 2003          | Labour Party       | Tony Blair                    |                                                 |                    |
|                                                                                          | Hilary Benn                                                                              | Hilary Benn (1953)                                                                       | 6 oktober 2003    | 27 juni 2007            | Labour Party       | Tony Blair                    |                                                 |                    |
| Blair III                                                                                | Hilary Benn                                                                              | Hilary Benn (1953)                                                                       | 6 oktober 2003    | 27 juni 2007            | Labour Party       | Tony Blair                    |                                                 |                    |
|                                                                                          | Douglas Alexander                                                                        | Douglas Alexander (1967)                                                                 | 27 juni 2007      | 11 mei 2010             | Labour Party       | Gordon Brown (2007–2010)      | Brown                                           |                    |
|                                                                                          | Andrew Mitchell                                                                          | Andrew Mitchell (1956)                                                                   | 11 mei 2010       | 4 september 2012        | Conservative Party | David Cameron (2010–2016)     | Cameron I                                       |                    |
|                                                                                          | Justine Greening                                                                         | Justine Greening (1969)                                                                  | 4 september 2012  | 13 juli 2016            | Conservative Party | David Cameron (2010–2016)     | Cameron I                                       |                    |
| Cameron II                                                                               | Justine Greening                                                                         | Justine Greening (1969)                                                                  | 4 september 2012  | 13 juli 2016            | Conservative Party | David Cameron (2010–2016)     |                                                 |                    |
|                                                                                          | Priti Patel                                                                              | Priti Patel (1972)                                                                       | 13 juli 2016      | 8 november 2017         | Conservative Party | Theresa May (2016–2019)       | May I                                           |                    |
| May II                                                                                   | Priti Patel                                                                              | Priti Patel (1972)                                                                       | 13 juli 2016      | 8 november 2017         | Conservative Party | Theresa May (2016–2019)       |                                                 |                    |
|                                                                                          | Penny Mordaunt                                                                           | Penny Mordaunt (1973)                                                                    | 8 november 2017   | 1 mei 2019              | Conservative Party | Theresa May (2016–2019)       | Minister voor Vrouwen en Gelijkheid (2018–2019) |                    |
|                                                                                          | Rory Stewart                                                                             | Rory Stewart (1973)                                                                      | 1 mei 2019        | 24 juli 2019            | Conservative Party | Theresa May (2016–2019)       |                                                 |                    |
|                                                                                          | Sajid Javid                                                                              | Alok Sharma (1967)                                                                       | 24 juli 2019      | 13 februari 2020        | Conservative Party | Boris Johnson (2019–heden)    | Johnson I                                       |                    |
| Johnson II                                                                               | Sajid Javid                                                                              | Alok Sharma (1967)                                                                       | 24 juli 2019      | 13 februari 2020        | Conservative Party | Boris Johnson (2019–heden)    |                                                 |                    |
|                                                                                          | Anne-Marie Trevelyan                                                                     | Anne-Marie Trevelyan (1969)                                                              | 13 februari 2020  | 2 september 2020        | Conservative Party | Boris Johnson (2019–heden)    |                                                 |                    |
| Ministerie opgeheven en samengevoegd met het ministerie van Buitenlandse Zaken           |                                                                                          |                                                                                          |                   |                         |                    |                               |                                                 |                    |